# Hydrochasma
Hydrochasma (лат.) — род мух-береговушек из подсемейства Gymnomyzinae (Ephydridae). Более 30 видов. Встречаются в Западном полушарии.

## Описание
Мелкие двукрылые насекомые, длина от 1,5 до 3,1 мм; светло-коричневого цвета. Глаза овальные, крупные. На лице один ряд латеральных щетинок; фронто-орбитальные сеты на лбу отсутствуют. Усиковые бороздки резко отграничены с вентральной стороны. Максиллярные щупальцы апикально жёлтые. Щеки широкие. Нотоплеврон груди покрыт микросетами в дополнение к двум крупным щетинкам. Супрааларные пре- и постшовные щетинки, а также акростихальные сеты хорошо развиты. Латеральные части брюшка со светлыми участками (беловато-серыми). Крылья прозрачные, блестящие. Взрослые Hydrochasma встречаются вдоль морских побережий, на песке, в эстуариях. Также отмечены на солёных почвах. Преимагинальные стадии неизвестны.

## Систематика
Род включают в трибу Discocerinini из подсемейства Gymnomyzinae (ранее в Psilopinae). Внутри Discocerinini таксон Hydrochasma вместе с родами Discocerina  Macquart, Facitrichophora  Mathis & Zatwarnicki, Galaterina Zatwarnicki & Mathis, Lamproclasiopa Hendel, Orasiopa Zatwarnicki & Mathis и Polytrichophora Cresson включён в родовую группу Discocerina group of genera (Zatwarnicki and Mathis 2001). Известно более 30 видов. Род был впервые выделен в 1936 году, а последняя ревизия (с описанием нескольких новых для науки видов) проведена в 2013 году американским диптерологом Вейном Мэтисом (Wayne N. Mathis; Department of Entomology, Smithsonian Institution, Washington, D.C., США) и польским энтомологом Тадеушем Затварницким (Tadeusz Zatwarnicki, Department of Biosystematics, Opole University, Ополе, Польша).
- Hydrochasma andeum Mathis & Zatwarnicki, 2013
- Hydrochasma annae Mathis & Zatwarnicki, 2013
- Hydrochasma aquia Mathis & Zatwarnicki, 2010
- Hydrochasma buccatum (Cresson, 1930)
- Hydrochasma capsum Mathis & Zatwarnicki, 2013
- Hydrochasma castilloi Mathis & Zatwarnicki, 2013
- Hydrochasma ceraceps (Cresson, 1938)
- Hydrochasma crenulum Mathis & Zatwarnicki, 2013
- Hydrochasma denticum Mathis & Zatwarnicki, 2013
- Hydrochasma digitatum Mathis & Zatwarnicki, 2013
- Hydrochasma distinctum Mathis & Zatwarnicki, 2013
- Hydrochasma dolabrutum Mathis & Zatwarnicki, 2013
- Hydrochasma edmistoni Mathis & Zatwarnicki, 2013
- Hydrochasma faciale (Williston, 1896)
- Hydrochasma facialis (Williston, 1896)
- Hydrochasma falcatum Mathis & Zatwarnicki, 2013
- Hydrochasma garvinorum Mathis & Zatwarnicki, 2010
- Hydrochasma glochium Mathis & Zatwarnicki, 2013
- Hydrochasma incisum (Coquillett, 1902)
- Hydrochasma kaieteur  Mathis & Zatwarnicki, 2013
- Hydrochasma leucoproctum (Loew, 1861)
- Hydrochasma lineatum Mathis & Zatwarnicki, 2013
- Hydrochasma miguelito Mathis & Zatwarnicki, 2013
- Hydrochasma octogonum Mathis & Zatwarnicki, 2013
- Hydrochasma parallelum Mathis & Zatwarnicki, 2013
- Hydrochasma patens Cresson, 1938
- Hydrochasma peniculum  Mathis & Zatwarnicki, 2013
- Hydrochasma rictum Mathis & Zatwarnicki, 2013
- Hydrochasma robustum Mathis & Zatwarnicki, 2013
- Hydrochasma sagittarium Mathis & Zatwarnicki, 2013
- Hydrochasma simplicum Mathis & Zatwarnicki, 2013
- Hydrochasma sinuatum Mathis & Zatwarnicki, 2013
- Hydrochasma spinosum Mathis & Zatwarnicki, 2013
- Hydrochasma urnulum Mathis & Zatwarnicki, 2013
- Hydrochasma viridum Mathis & Zatwarnicki, 2013
- Hydrochasma williamsae Mathis & Zatwarnicki, 2013
- Hydrochasma zernyi Hendel, 1936
- Другие виды